# Robert Busnel
Robert Busnel (19. September 1914 in Toulon–15. März 1991 in Feyzin) war ein französischer Basketballspieler, Trainer und Funktionär.

## Karriere als Basketballspieler
Während seiner aktiven Karriere spielte der 1,92 m große Busnel auf der Position des Power Forward. Er spielte während seiner aktiven Karriere Basketball für die Vereine FA Mulhouse, FC Grenoble, ESSMG Lyon, UA Marseille und Paris Basket Racing. Busnel spielte von 1934 bis 1949 für die Französische Basketballnationalmannschaft. Er nahm an den Europameisterschaften 1939, 1946, 1947 und 1949 teil. 1949 in Kairo gewann er eine Silbermedaille. Hinweis: Ägypten spielte damals noch für die FIBA Europa. Die FIBA Afrika wurde erst später gegründet.

## Karriere als Basketballtrainer
Busnel trainierte von 1945 bis 1957 die Französische Basketballnationalmannschaft der Damen. Bei der FIBA-Weltmeisterschaft der Frauen 1953 gewann er die Bronzemedaille. Außerdem trainierte er die französische Herren-Nationalmannschaft (1947–1957) und gewann eine Silbermedaille bei den Olympischen Sommerspielen 1948, eine Silbermedaille bei der EuroBasket 1949 (bei diesem Turnier war er Spielertrainer) sowie Bronzemedaillen bei der EuroBasket 1951 und der EuroBasket 1953. In der Saison 1965/66 trainierte er Real Madrid.

## Karriere als Funktionär
Busnel war technischer Direktor (1960–1964) und Präsident (1967–1980) des französischen Basketballverbands. Von 1976 bis 1982 war er Präsident der FIBA Europa. Von 1984 bis 1990 war er Präsident der FIBA.

## Tod
Busnel starb 1991 zusammen mit seiner Frau Joëlle und einem seiner Neffen bei einem Autounfall in Feyzin in der Nähe von Lyon.

## Titel, Auszeichnungen und Ehrungen

### Allgemeine Auszeichnungen
- Croix de Guerre 1939–1945
- Offizier der Ehrenlegion (1989)

### Als Funktionär
- Olympischer Orden (1990)
- Aufnahme in die französische National Sports Hall of Fame (1994)
- Aufnahme in die französische Basketball Hall of Fame (2005)
- Aufnahme in die FIBA Hall of Fame (als Förderer/2007)
- Benennung des französischen Basketballpokals nach Robert Busnel

### Als Spieler
- 7× Französischer Meister: (1930, 1931, 1943, 1944, 1946, 1948, 1951)

### Als Trainer
- Französischer Meister: (1951)
- Spanischer Meister: (1966 mit Real Madrid)
- Spanischer Pokalsieger: (1966 mit Real Madrid)